# Villamuñío
Villamuñío es una localidad del municipio de El Burgo Ranero, en la provincia de León, Comunidad Autónoma de Castilla y León (España). Esta localidad es conocida por su representación del auto sacramental de los Reyes Magos o su grupo musical Vermuzazo. Sus fiestas más grandes son el 19 de marzo (San José) y el 15 de agosto (Nuestra señora)

## Situación
Se accede por la carretera CV-163-2.
Se encuentra al norte de El Burgo Ranero y Calzadilla de los Hermanillos.

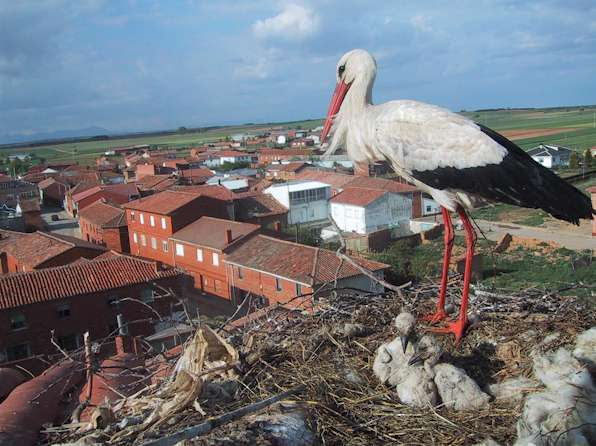
Vista aérea desde la iglesia

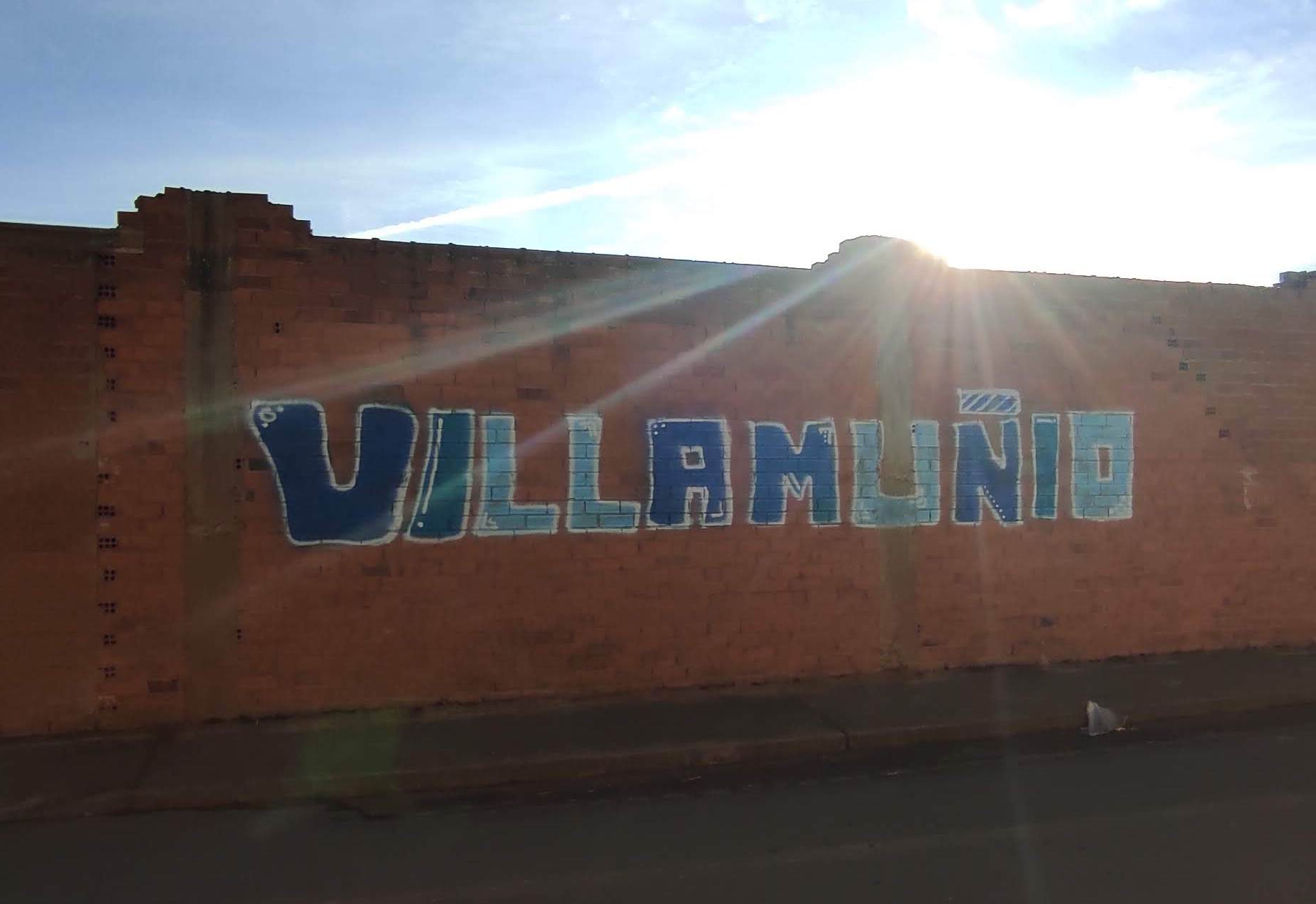
Cartel de entrada por Sahelices

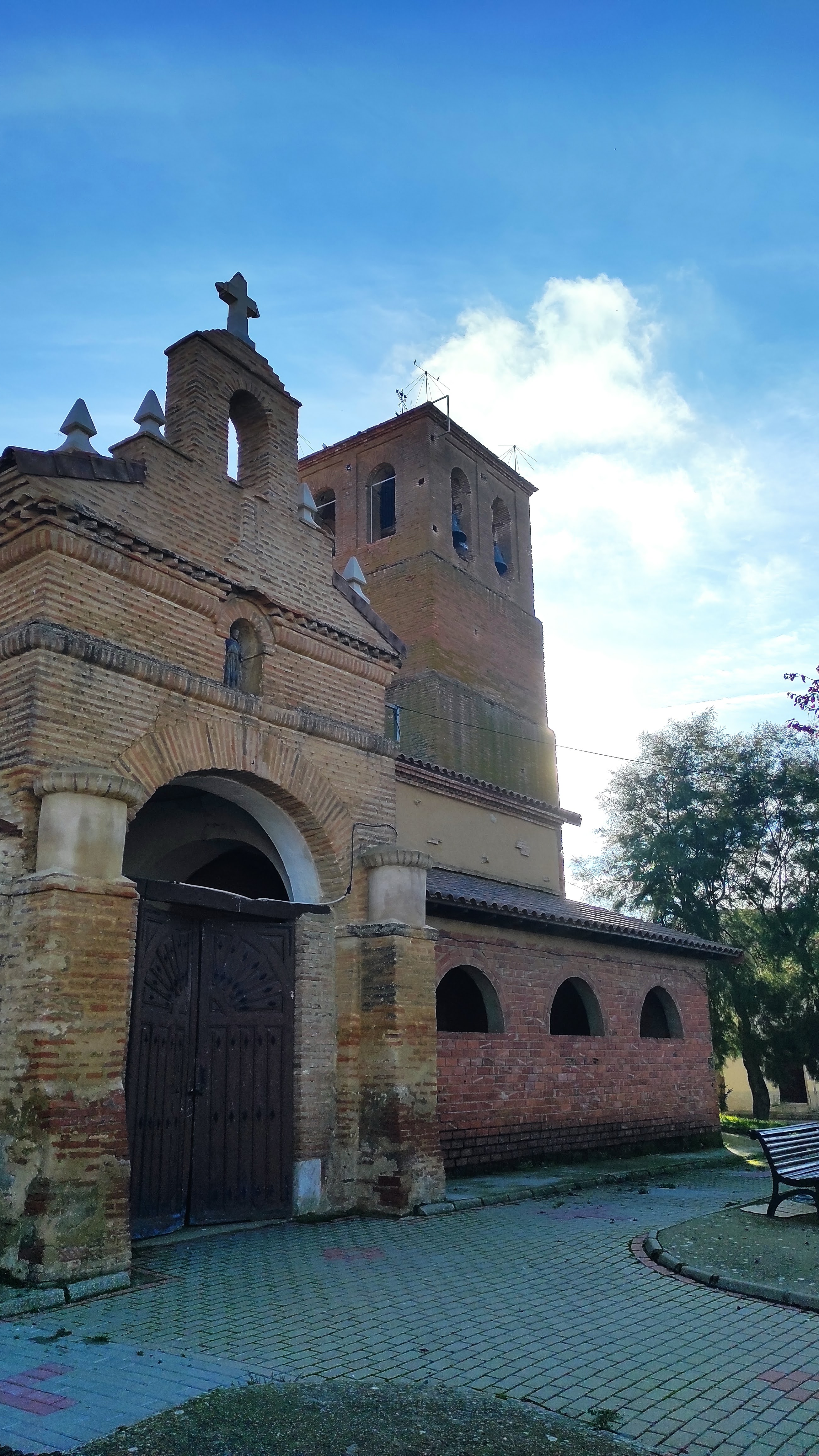
Frontal de la iglesia de la Asunción

## Evolución demográfica
| 2000 | 2001 | 2002 | 2003 | 2004 | 2005 | 2006 | 2007 | 2008 | 2009 | 2010 | 2011 |
| 338  | 333  | 322  | 323  | 314  | 318  | 326  | 321  | 314  | 312  | 303  | 297  |

## Sitios de interés del pueblo
El frontón. de grandes dimensiones y techado, a expensas de ser reformado para su completo cierre acristalado para darle varios usos como una sala de conciertos o de actividades lúdicas.
La iglesia de la Asunción de nuestra señora conocida por su retablo del siglo XVI.
La casa de la villa ubicada en el centro del pueblo al lado del parque. Se usa para actividades lúdicas como talleres infantiles o para actividades como zumba durante el invierno. Es el edificio principal de la pedanía donde se va a votar durante las elecciones.
Las Bodegas ubicadas al lado de la laguna El Terral en la entrada de villamuñio por la carretera que conecta con El Burgo Ranero.
El pozo Concejo donde cuenta la leyenda que es el lugar donde empezó a construirse el pueblo.

## Auto Sacramental de los Reyes Magos
El auto Sacramental de los Reyes Magos se celebra cada 10 años (los últimos fueron en 2008, 2018...). Son conocidos en toda la provincia e incluso se ha llegado a realizar reportajes sobre ello. Para ver fotos sobre ello enlace aquí.

## Vermuzazo
Vermuzazo es el grupo de punk rock más conocido del pueblo ya que ha salido en los informativos de Antena 3, y en otro programas como por ejemplo Zapeando o Got Talent. Los integrantes del grupo son: Iván "Dominó" - Voz, Luismi "Teje" - Guitarra solista ,Luis "Pely" - Bajo, Javi "Pan" - Guitarra rítmica. 

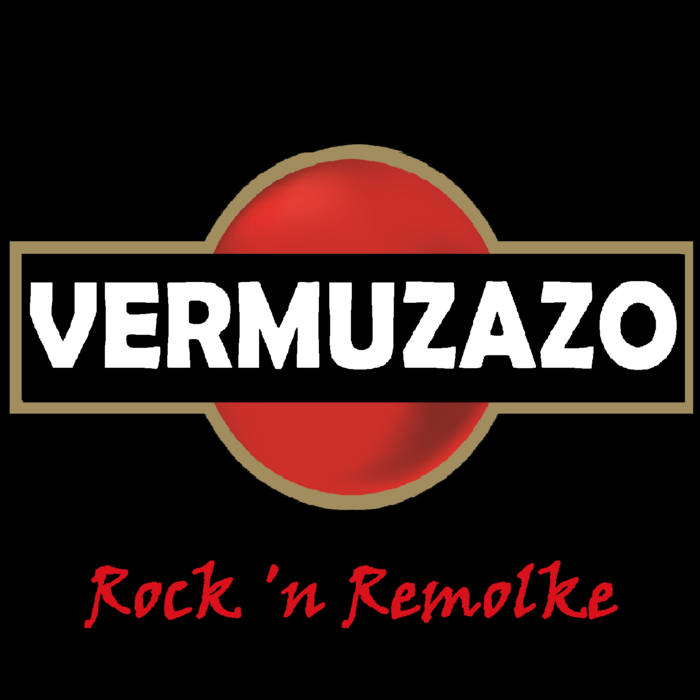
Logo de Vermuzazo

- Datos: Q6162727